# تینوگاستا
تینوگاستا (به اسپانیایی: Tinogasta) یک شهر در آرژانتین است که در Tinogasta Department واقع شده‌است. تینوگاستا ۱۴٬۵۰۹ نفر جمعیت دارد و ۱٬۵۰۰ متر بالاتر از سطح دریا واقع شده‌است.